# Choi Mi-sun
Choi Misun (née le 1er juillet 1996) est une archère sud-coréenne. Elle est double médaillée de bronze aux championnats du monde de tir à l'arc.

## Biographie
Choi Misun fait ses débuts au tir à l'arc en 2005. Ses premières compétitions internationales ont lieu en 2013. En 2015, elle remporte le bronze des épreuves de tir à l'arc individuelle femme et par équipe femme lors des championnats du monde.

## Palmarès
- Jeux olympiques
  -  Médaille d'or à l'épreuve par équipe femme aux Jeux olympiques d'été de 2016 à Rio de Janeiro (avec Ki Bo-bae et Chang Hye-jin)[2],[3].

- Championnats du monde[1]
  -  Médaille de bronze à l'individuel femme aux championnats du monde 2015 à Copenhague.
  -  Médaille de bronze à l'épreuve par équipe femme aux championnats du monde 2015 à Copenhague (avec Ki Bo-bae et Kang Chae-young).
  -  Médaille d'or à l'épreuve par équipe femme aux championnats du monde de 2017 à Mexico (avec Kang Chae-young et Chang Hye-jin)[4].

- Coupe du monde[1]
  -  Médaille d'argent à l'épreuve individuel femme à la coupe du monde 2015 de Shanghai.
  -  Médaille d'or à l'épreuve par équipe femme à la coupe du monde 2015 de Shanghai.
  -  Médaille d'argent à l'épreuve par équipe femme à la coupe du monde 2015 de Antalya.
  -  Médaille d'or à l'épreuve par équipe mixte à la coupe du monde 2015 de Antalya.
  -  Médaille d'or à l'épreuve individuel femme à la coupe du monde 2015 de Antalya.
  -  Coupe du monde à l'épreuve individuel femme à la coupe du monde 2015 à Mexico.
  -  Coupe du monde à l'épreuve mixte à la coupe du monde 2015 à Mexico.
  -  Médaille d'or à l'épreuve individuelle femme à la coupe du monde 2016 de Medellín.
  -  Médaille d'or à l'épreuve par équipe femme à la coupe du monde 2016 de Medellín.
  -  Médaille d'or à l'épreuve par équipe mixte à la coupe du monde 2016 de Medellín.
  -  Médaille d'or à l'épreuve individuelle homme à la coupe du monde 2016 de Antalya.
  -  Médaille d'or à l'épreuve par équipe homme à la coupe du monde 2016 de Antalya.
  -  Médaille d'or à l'épreuve par équipe mixte à la coupe du monde 2016 de Antalya.
  -  Deuxième à la Coupe du monde à l'individuelle femme à la coupe du monde 2016 à Odense.
  -  Coupe du monde à l'épreuve par équipe mixte à la coupe du monde 2016 à Odense.
  -  Médaille d'argent à l'épreuve par équipe femme à la coupe du monde 2017 de Salt Lake City.
  -  Médaille de bronze à l'épreuve individuelle femme à la coupe du monde 2017 de Salt Lake City.
  -  Médaille d'or à l'épreuve par équipe mixte à la coupe du monde 2017 de Berlin.
  -  Médaille d'or à l'épreuve par équipe femme à la coupe du monde 2017 de Berlin.

- Universiade[1]
  -  Médaille d'argent à l'épreuve par équipe femme aux Universiade d'été de 2015 de Gwangju.
  -  Médaille d'argent à l'épreuve individuel femme aux Universiade d'été de 2015 de Gwangju.
  -  Médaille d'or à l'épreuve par équipe homme aux Universiade d'été de 2017 de Taipei.
  -  Médaille d'or à l'épreuve par équipe mixte aux Universiade d'été de 2017 de Taipei.

- Championnats d'Asie[1]
  -  Médaille d'or à l'épreuve par équipe femme aux championnats d'Asie de 2013.
  -  Médaille d'argent à l'épreuve par équipe mixte aux championnats d'Asie de 2013.